# コンスタンチン・コゼエフ
コンスタンチン・ミロヴィチ・コゼエフ（ロシア語: Константин Мирович Козеев、1967年12月1日 - ）はロシアの宇宙飛行士。

## 略歴
1981年から1987年までは、カリーニングラード機械工学工業校（Technical School Kaliningrad Technical School of Mechanical Engineering）で学び、1992年にモスクワ航空宇宙技術大学（en）を卒業。
1996年2月9日に宇宙飛行士に選抜される。2001年のソユーズTM-33/TM-32ミッションにフライトエンジニアとして搭乗。
2007年11月22日に引退。